# Élections générales prince-édouardiennes de 2007
L'élection générale prince-édouardienne de 2007 se déroule le 28 mai 2007 afin d'élire les 27 députés de l'Assemblée législative de l'Île-du-Prince-Édouard. Il s'agit de la 38e élection générale depuis l'adhésion de l'Île-du-Prince-Édouard à la confédération canadienne en tant que province en 1873. Le Parti progressiste-conservateur du premier ministre Pat Binns est défait par un raz-de-marée libéral après avoir été au pouvoir pendant 11 ans. Robert Ghiz, fils de l'ancien premier ministre Joe Ghiz, devient premier ministre de l'Île-du-Prince-Édouard.

## Contexte
Le gouvernement progressiste-conservateur brigue un quatrième mandat majoritaire consécutif ; il est opposé au Parti libéral, au Nouveau Parti démocratique et au Parti vert. Le 10 avril 2007, le trésorier Mitch Murphy dévoile le budget provincial. Plusieurs commentateurs qualifient ce budget d'électoral en raison des nombreuses promesses qu'il contient. L'élection est déclenchée le 30 avril par le premier ministre Pat Binns.
Le premier débat des chefs a lieu le 15 mai ; les chefs des quatre partis y participent.

## Résultats
| Parti | Parti                     | Chef           | # de candidats | Sièges | Sièges      | Sièges | Sièges  | Voix   | Voix    | Voix    |
| ----- | ------------------------- | -------------- | -------------- | ------ | ----------- | ------ | ------- | ------ | ------- | ------- |
| Parti | Parti                     | Chef           | # de candidats | 2003   | Dissolution | Élus   | % Diff. | #      | %       | % Diff. |
|       | Libéral                   | Robert Ghiz    | 27             | 4      | 4           | 23     | +19     | 43 205 | 52,93 % | +10,27  |
|       | Progressiste-conservateur | Pat Binns      | 27             | 23     | 23          | 4      | -19     | 33 754 | 41,35 % | -12,94  |
|       | Vert                      | Sharon Labchuk | 18             | *      | -           | 0      | *       | 2 482  | 3,04 %  | *       |
|       | NPD                       | Dean Constable | 15             | -      | -           | 0      | -       | 1 597  | 1,96 %  | -1,10   |
|       | Indépendant               | Indépendant    | 2              | -      | -           | 0      | -       | 594    | 0,73 %  | +0,73   |
| Total | Total                     | Total          | 89             | 27     | 27          | 27     |         | 81 632 | 100 %   |         |

* N'a pas présenté de candidats lors de l'élection précédente.